# Holdawayella juglandis
Holdawayella juglandis är en stekelart som beskrevs av Loan 1971. Holdawayella juglandis ingår i släktet Holdawayella och familjen bracksteklar. Inga underarter finns listade i Catalogue of Life.